# Маргвиши
Маргвиши (груз. მარგვიში) — село в Грузии, на территории Лентехского муниципалитета края (мхаре) Рача-Лечхуми и Нижняя Сванетия.

## География
Село находится в северной части Грузии, на левом берегу реки Гобишури, вблизи места впадения её в реку Цхенисцкали, на расстоянии приблизительно 29 километров (по прямой) к востоку от посёлка городского типа Лентехи, административного центра муниципалитета. Абсолютная высота — 1361 метр над уровнем моря.

## Население
По результатам официальной переписи населения 2014 года, в Маргвиши проживало 22 человека (12 мужчин и 10 женщин). В национальной структуре населения грузины составляли 100 %.
| Год  | Население, человек |
| ---- | ------------------ |
| 2002 | 50                 |
| 2014 | ↘ 22               |